# Доли Мадисън
Доли Тод Мадисън (на английски: Dolley Todd Madison, родена Пейн) е съпруга на Джеймс Мадисън, президент на САЩ от 1809 до 1817 г. Тя е известна с това, че заема социални функции във Вашингтон, в които кани членове на двете политически партии, които по същество оглавяват концепцията за двупартийно сътрудничество, макар и преди да се използва този термин в Съединените щати. Докато преди това основатели като Томас Джеферсън биха се срещали само с членове на една партия в даден момент и политиката често би могла да бъде насилствена, водеща до физически раздори и дори дуели, Мадисън помага за създаване на идеята, че членовете на всяка партия могат да бъдат приятелски настроени, да общуват и преговарят помежду си, без да се стига до насилие. Съпругата на Джеймс Мадисън, Доли Мадисън, прави много, за да определи ролята на съпругата на президента, известна едва много по-късно с титлата първа дама - функция, която тя понякога изпълнява по-рано за овдовелия Томас Джеферсън.
Тя също помага за обзавеждането на новопостроения Бял дом. Когато британците го запалват през 1814 г., на нея се приписва спасяването на класическия портрет на Джордж Вашингтон, тя казва на личния си роб Пол Дженингс да го спаси. Във вдовство тя често живее в бедност, частично облекчена от продажбата на документите на покойния си съпруг.